# リンクランクじいさん
リンクランクじいさん(Oll Rinkrank, KHM 196)は、『グリム童話』に収録されている作品である。

## あらすじ
昔、あるところに王様とその娘がいた。彼はガラスの山を作り、その山を無事越えることができた者は娘と結婚できると言った。そして、その王女を愛している一人の男が山を越えることにし、王女も彼についていった。
山の中腹あたりまで来て王女が足を滑らせたとき、突然山が開き王女は穴に落ちてしまった。彼女はそこで長いあごひげをたくわえたじいさんに出会った。そのじいさんは彼女に自分のために働くなら生かしておくが、そうでないなら殺すと言った。彼女は生きるために彼に従った。
数年後のある日のこと、働きに出かけて帰ってきた彼を彼女は家に入れなかった。彼は仕方なく窓から家に入ろうとするが、あごひげがひっかかり入れなかった。そこに彼女がやってきて窓を閉め、ひげを挟み込み彼を動けなくした。彼女は地上に出るためのはしごを要求し、見事に地上に戻った。
王女からこの話を聞いた王はじいさんを倒し、王女は婚約者と結婚して幸せに暮らした。